# Кошары (Раздельнянский район)
Кошары (укр. Кошари) — село, относится к Раздельнянскому району Одесской области Украины.
Население по переписи 2001 года составляло 845 человек. Почтовый индекс — 67423. Телефонный код — 4853. Занимает площадь 1,143 км². Код КОАТУУ — 5123983201.

## Местный совет
67423, Одесская обл., Раздельнянский р-н, с. Кошары